# Jelly Roll Morton
Ferdinand "Jelly Roll" Morton (ur. 20 października 1890 w Nowym Orleanie, zm. 10 lipca 1941 w Los Angeles) – amerykański pianista jazzowy, bandlider i kompozytor.
Przez wielu uważany za pierwszego "prawdziwego" kompozytora jazzu, a z pewnością sam siebie za niego uważał. Na swojej wizytówce określał siebie jako "twórcę jazzu i swingu". W 1998 został wprowadzony do Rock and Roll Hall of Fame.